# Centro Trinacional del Medio Ambiente (TRUZ/CTE)

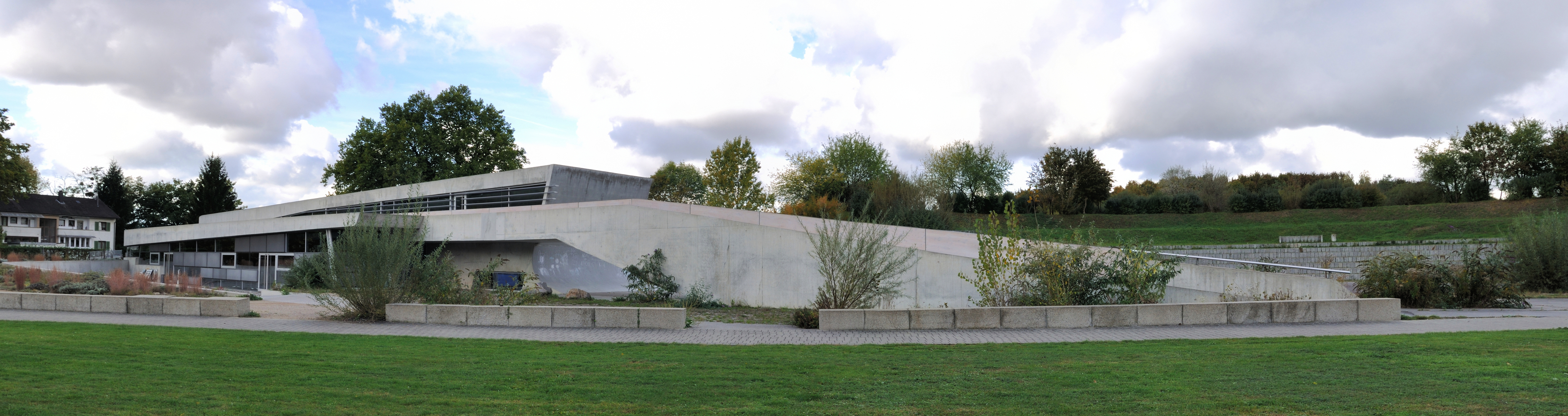
El edificio Landscape Formation One fue diseñado por Zaha Hadid para la exhibición estatal de jardines Grün 99. Es la sede central del TRUZ/CTE.

El Centro Trinacional del Medio Ambiente (en alemán, Trinationale Umweltzentrum (TRUZ) y en francés, Centre Trinational pour l'Environnement (CTE), es una instalación de protección ambiental transfronteriza ubicacdo en la localidad alemana de Weil am Rhein, en el triángulo fronterizo de Suiza/Francia/Alemania. En él participan unas 50 iniciativas medioambientales, autoridades regionales, instituciones, empresas de la zona, entre otras.
Su oficina central se encuentra en el Parque paisajista Wiese (Landschaftspark Wiese) en un edificio diseñado por la arquitecta persa Zaha Hadid llamado Landscape Formation One. Fue construido especialmente para la Exposición Hortícola Estatal de Baden-Württemberg en 1999.

## Objetivos y tareas
Además de la implementación de conferencias especializadas y muchos proyectos, el TRUZ/CTE participa en el mapeo del cuerpo de agua del río Wiese, variados informes y la protección de las franjas costeras del distrito de Lörrach. Además, ofrece charlas, cursos, talleres, seminarios, excursiones, campamentos infantiles, etc., incluyendo la denominada Aula Verde con una amplia oferta para las escuelas y también realiza cuidados y exploración de biotopos.

## Desarrollo
El subproyecto Regiobogen con las áreas comerciales de mantenimiento del paisaje, informes y declaraciones, cartografía ecológica y otros servicios abrió una oficina secundaria en el centro de la ciudad de Lörrach a fines del otoño de 2011 por razones de espacio.
En el transcurso de su actividad, el TRUZ/CTE continúa aumentando su influencia en el público y la política; A finales de 2011 sólo estaba financiado por unos 10% de fondos públicos, el resto de la financiación ahora se genera de forma independiente.

## Premiación
En 2012, el TRUZ/CTE fue galardonado con el Premio Iniciativa Cultural Regional Europea (Europäischen Regio-Kultur-Initiativpreis) en elEuropa-Park. En su discurso elogioso, Wilderich von Droste zu Hülshoff enfatizó que el TRUZ/CTE "es pionero al ser una de las primeras instituciones en sensibilizar a las personas sobre la naturaleza y la protección del medio ambiente a través de las fronteras".

## Enlaces web
- Sitio oficial
- Ubicación geográfica

- Datos: Q1234723

1. ↑  Zeitung, Badische. «Das Truz versteht sich als Mittler». www.badische-zeitung.de (en alemán). Consultado el 10 de enero de 2023.
2. ↑  Zeitung, Badische. «Das Renommee des Truz steigt weiter an». www.badische-zeitung.de (en alemán). Consultado el 10 de enero de 2023.
3. ↑  Zeitung, Badische. «Bahn bindet Truz ein». www.badische-zeitung.de (en alemán). Consultado el 10 de enero de 2023.
4. ↑  Zeitung, Badische. «Naturfrevel: Immer mehr Meldungen». www.badische-zeitung.de (en alemán). Consultado el 10 de enero de 2023.
5. ↑  Zeitung, Badische. «Truz jetzt mit Büro in Lörrach». www.badische-zeitung.de (en alemán). Consultado el 10 de enero de 2023.
6. ↑  Zeitung, Badische. «Truz: Anerkannt und längst auf eigenen Füßen stehend». www.badische-zeitung.de (en alemán). Consultado el 10 de enero de 2023.
7. ↑  Badische Zeitung: Auszeichnung für TRUZ, Regio-Kultur-Initiativpreis, 29. Oktober 2012.